# Shingo Takagi
 (novembre 2021).
Pour les articles homonymes, voir Takagi (homonymie).
Shingo Takagi (鷹木信悟, Takagi Shingo) (né le 21 novembre 1982 à Yamanashi) est un catcheur (lutteur professionnel) japonais. Il travaille actuellement à la New Japan Pro Wrestling où il fait partie du clan Los Ingobernables de Japon.
Il est principalement connu pour son travail à la Dragon Gate, où il est un ancien Open the Owarai Gate Champion, six fois Open the Triangle Gate Champion, quatre fois Open the Dream Gate Champion et 5 fois Open the Twin Gate Champion. Il est le premier élève diplômé du dojo de la Dragon Gate.
il était connu comme le meilleur Heel de la promotion pendant de nombreuses années, dirigeant de nombreuses incarnations du clan VerserK jusqu'à sa démission de la Dragon Gate en septembre 2018.

## Carrière

### Dragon Gate (2004-2018)
Il fait ses débuts en octobre 2004 en étant le premier élève du dojo de la Dragon Gate apte à monter sur un ring.

#### Premier Heel Turn (2007-2008)
Le 15 janvier 2008, lui et BxB Hulk battent Muscle Outlawz (Masato Yoshino et Naruki Doi) et remportent les GHC Junior Heavyweight Tag Team Championship de la Pro Wrestling Noah. Le 20 mars, ils perdent les titres contre Taiji Ishimori et KENTA.

#### KAMIKAZE (2008-2011)
Le 15 février 2009, lui, Dragon Kid et Taku Iwasa battent Zetsurins (Don Fujii, Magnitude Kishiwada et Masaaki Mochizuki) et remportent les Open the Triangle Gate Championship.
Le 8 mars, il remporte son premier tournoi de lutte en Allemagne en battant successivement Absolute Andy, Tyler Black, Zack Sabre, Jr. et Drake Younger pour remporter le 16 Carat Gold Tournament (2009) de la Westside Xtreme Wrestling. Lors de The Gate Of Anniversary, lui, Dragon Kid et Taku Iwasa conservent leur titres contre WORLD-1 (BxB Hulk, Naoki Tanizaki et PAC) et Real Hazard (Kenichiro Arai, Yamato et Yasushi Kanda). Le 15 avril, ils perdent les titres contre Warriors-5 (Cima, Gamma et Kagetora).
Lors de Compilation Gate 2010, lui et Cyber Kong battent Osaka06 (CIMA et Gamma) et remportent les Open the Twin Gate Championship.
Le 13 octobre 2011, il bat Brodie Lee.
Lors de Final Gate 2011, lui et Yamato perdent contre Blood Warriors (Akira Tozawa et BxB Hulk) et ne remportent pas les Open the Twin Gate Championship. Le 5 juin 2012, ils battent Keisuke Ishii et Kenny Omega.
Le 5 mai 2013, ils battent Mad Blankey (BxB Hulk et Uhaa Nation) et remportent les Open the Twin Gate Championship pour la troisième fois. Le 15 juin, ils perdent les titres contre Mad Blankey (Akira Tozawa et BxB Hulk), quand Yamato se retourne contre lui et rejoint Mad Blankey. Le 21 juillet, il bat CIMA et remporte l'Open the Dream Gate Championship pour la deuxième fois. Le 1er août, -akatsuki- a été forcé de se dissoudre, après avoir perdu contre Mad Blankey dans un Five-On-Four Tag Team Match. Le 23 août, il perd son titre contre Yamato. Afin de continuer sa bataille avec Mad Blankey, il forme un nouveau groupe nommé Monster Express avec Akira Tozawa, Masato Yoshino, Ricochet, Shachihoko Boy et Uhaa Nation,. Le 22 décembre, lui et Akira Tozawa battent Mad Blankey (Yamato et Naruki Doi) et remportent les Open the Twin Gate Championship. Le 5 janvier 2014, il fait sa première apparition à la All Japan Pro Wrestling dans un Special Six Man Tag Match où lui et Burning (Jun Akiyama et Yoshinobu Kanemaru) battent Xceed (Atsushi Aoki, Gō Shiozaki et Kento Miyahara). Le 20 juillet, lui et Akira Tozawa perdent leur titres contre Millennials (Eita et T-Hawk).
Le 3 janvier 2015, il retourne à la AJPW et fait équipe avec Zeus pour battre Evolution (Hikaru Sato et Suwama). Le 10 mai, lui, Akira Tozawa et BxB Hulk battent Jimmyz (Jimmy Susumu et Ryo "Jimmy" Saito) et Satoshi Kojima.

#### Second Heel Turn (2015-2018)

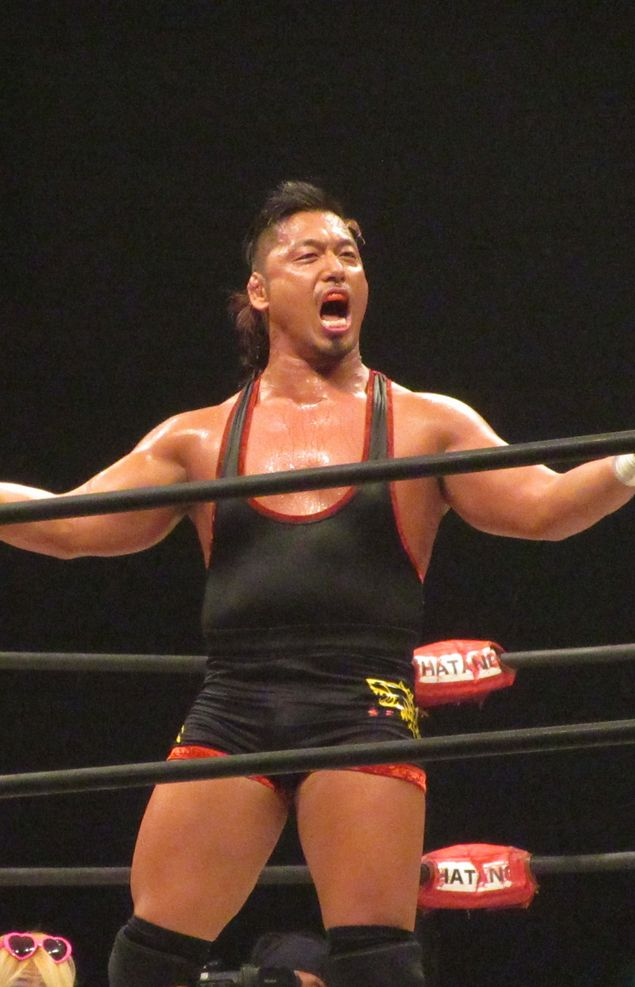
Shingo Takagi en novembre 2017.

Le 16 août, il bat Masato Yoshino et remporte l'Open the Dream Gate Championship pour la troisième fois. Peu de temps après, il est exclu de Monster Express après s’être retourné contre ses partenaires Masato Yoshino et Shachihoko BOY. Il forme un nouveau groupe heel avec les membres restants de Mad Blankey, devenant ainsi le co-leader du groupe aux côtés de Naruki Doi. Le 23 septembre, le nouveau groupe a été nommé VerserK. Le 14 février, il perd son titre contre Jimmy Susumu. Le 6 mars, il bat Jimmy Susumu et remporte l'Open the Dream Gate Championship pour la quatrième fois. Lors de Kobe Pro-Wrestling Festival 2016, il perd son titre contre Yamato. Le 9 décembre, il fait une apparition à la Wrestle-1 dans un Special Six Man Tag Match où lui, Keiji Mutō et Kai battent Manabu Soya, Yuji Hino et Kazma Sakamoto. Lors de Final Gate 2016, lui et T-Hawk perdent contre Over Generation (CIMA et Dragon Kid) et ne remportent pas les Open the Twin Gate Championship. 
Le 3 avril, lui, Cyber Kong et T-Hawk battent Jimmyz (Jimmy Susumu, Ryo "Jimmy" Saito et Jimmy Kanda) et remportent les Open the Triangle Gate Championship,. Le 1er juillet, lui, Takashi Yoshida et El Lindaman battent MaxiMuM (Ben-K, Big R Shimizu et Naruki Doi)  et remportent les Open the Triangle Gate Championship. Lors de Gate Of Destiny 2017, ils perdent les titres contre Tribe Vanguard (Yamato, BxB Hulk et Kzy) dans un Three Way Elimination Tag Team Match qui comprenaient également MaxiMuM (Masato Yoshino, Naruki Doi et Kotoka). Lors de Final Gate 2017, lui et Takashi Yoshida battent MaxiMuM (Ben-K et Big R Shimizu),. 
Le 13 janvier 2018, lui et les autres membres de VerserK renomme le groupe qui s'appellera dorénavant ANTIAS. Le 11 février, lui, Takashi Yoshida et Yasushi Kanda perdent contre MaxiMuM (Jason Lee, Masato Yoshino et Naruki Doi) et ne remportent pas les Open the Triangle Gate Championship. Le 6 mars, il bat Ryo Saito et remporte le Open The Owarai Gate Championship. Pendant ce temps, il y avait des tensions entre lui, Yasushi Kanda et El Lindaman, avec Takagi, coûtant accidentellement à Kanda son Open The Brave Gate Championship à deux reprises et Kanda se moquant de Takagi pour être le Open The Owarai Gate Champion, Lindaman a ensuite commencé à agir en tant que facteur de paix, mais Kanda et Takagi ont commencé à le blâmer pour leurs défaites, ce qui a conduit les trois hommes à se blâmer l'un l'autre avec Takagi participant au même moment au Champion Carnival 2018 de la AJPW ou malgré une victoire sur le AJPW Triple Crown Heavyweight Champion Kento Miyahara, il finit le tournoi avec un score de quatre victoires et trois défaites. Les Tensions s'apaisent lors de Dead or Alive 2018, après que lui, Kanda, et Lindaman se soient évadés du Seven-Way Steel Cage Match, avec Takagi prenant la direction d'ANTIAS après que Lindaman ne l'a pas aidé à s'échapper de la cage et que Eita et T-Hawk est perdu les Open the Twin Gate Championship plus tôt dans la soirée. Le Open The Owarai Gate Championship est également rendu vacant du fait de la stipulation du match, si Takagi s'échappait de la cage le Championnat serait rendu vacant.
Le 22 juillet, il perd contre Masato Yoshino et ne remporte pas le Open the Dream Gate Championship,.

#### Départ (2018)
Le 6 septembre, il est annoncé que Takagi deviendra un lutteur indépendant le 7 octobre. Il a également annoncé qu'il resterait membre d'ANTIAS jusqu'au 24 septembre et qu'il travaillerait sans être membre d’un clan pour le reste de son contrat. Le 24 septembre, ANTIAS est renommé R.E.D et Takagi a annoncé qu'il ne ferait pas partie du groupe, effectuant un Face Turn. Plus tard dans la soirée, il perd contre Kai. Le 2 octobre, lui et BxB Hulk perdent contre R.E.D (Eita et PAC). Le 7 octobre, il perd son dernier match à la fédération contre BxB Hulk.

### Ring Of Honor (2005-2008)
Lors de ROH International Challenge, lui et CIMA perdent contre Christopher Daniels et Matt Sydal et ne remportent pas les ROH World Tag Team Championship.
Le 3 mars 2007, lui et Naruki Doi battent The Briscoe Brothers (Jay Briscoe et Mark Briscoe) et remportent les ROH World Tag Team Championship. Le lendemain, ils conservent leur titres contre No Remorse Corps (Davey Richards et Roderick Strong). Lors de ROH Good Times, Great Memories, il perd contre Takeshi Morishima et ne remporte pas le ROH World Championship. Lors de ROH Live In Osaka, lui et Susumu Yokosuka perdent contre The Briscoe Brothers et ne remportent pas les ROH World Tag Team Championship.
Lors de ROH Dragon Gate Challenge II, lui et BxB Hulk battent The Age of the Fall (Jimmy Jacobs et Tyler Black).

### Pro Wrestling Guerilla (2006-2009, 2018)
Lors de PWG 70 / 30, il perd contre Davey Richards. Lors de PWG Guerre Sans Frontières, il bat El Generico.
Le 25 juin 2018, il est annoncé en tant que 24e participant du Battle of Los Angeles 2018 qui marquera également son retour à la fédération après 9 ans d'absence. Le 14 septembre, lui et Ilja Dragunov perdent contre Ringkampf (Timothy Thatcher et WALTER). Lors du premier tour du Battle of Los Angeles 2018, il bat Ilja Dragunov. Lors du second tour, il bat Robbie Eagles. Lors des demi-finales, il bat le PWG World Champion WALTER. Lors de la finale, il perd contre Jeff Cobb dans un Three Way Elimination match qui comprenaient également Bandido et ne remporte donc pas le tournoi.

### Dragon Gate USA (2009-2013)
Lors de Mercury Rising 2010, il bat Genki Horiguchi et forme le groupe Kamikaze USA avec Jon Moxley et Yamato.
Lors de Return of the Dragon, il perd contre Bryan Danielson. Lors de Open The Ultimate Gate 2013, il perd contre Johnny Gargano et ne remporte pas le Open the Freedom Gate Championship.

### New Japan Pro Wrestling (2018-...)

#### Division Junior Heavyweight (2018-2019)
Lors de King of Pro-Wrestling 2018, il fait ses débuts à la New Japan Pro Wrestling en étant révélé comme le sixième membre des Los Ingobernables de Japon et pour son premier match, lui, Tetsuya Naitō, Sanada et Bushi battent Chaos (Kazuchika Okada, Toru Yano, Sho et Yoh),. Du 16 octobre au 3 novembre, il participe avec Bushi au Super Jr. Tag League (2018), où ils terminent la ronde avec 10 points (cinq victoires et deux défaites) se qualifiant donc pour la finale du tournoi. Lors de Power Struggle (2018), ils perdent en finale contre Roppongi 3K dans un Three Way Match qui comprenaient également Suzuki-gun (El Desperado et Yoshinobu Kanemaru) et ne remportent donc pas le tournoi[réf. nécessaire]. Lors de Wrestle Kingdom 13, ils battent Roppongi 3K et Suzuki-gun (El Desperado et Yoshinobu Kanemaru) et remportent les IWGP Junior Heavyweight Tag Team Championship. Lors de The New Beginning In Sapporo 2019 - Tag 2, ils conservent leur titres contre Suzuki-gun (El Desperado et Yoshinobu Kanemaru). Lors de 47th Anniversary Show, ils perdent leur titres contre Roppongi 3K.
Il participe ensuite au Best of the Super Juniors 2019 où le 31 mai, il remporte le Block A du tournoi avec 9 victoires et aucune défaite. Le 5 juin, il perd en finale du tournoi contre Will Ospreay, ce qui met également fin à sa série d’invincibilité.

#### NEVER Openweight Champion (2020-2021)
Lors de Dominion 6.9 In Osaka-Jo Hall, il bat Satoshi Kojima et fait ensuite part de son intention de participer au G1 Climax. Il participe ensuite au tournoi où il remporte quatre de ses matchs. Lors de Destruction in Kobe, il perd contre Hirooki Goto.

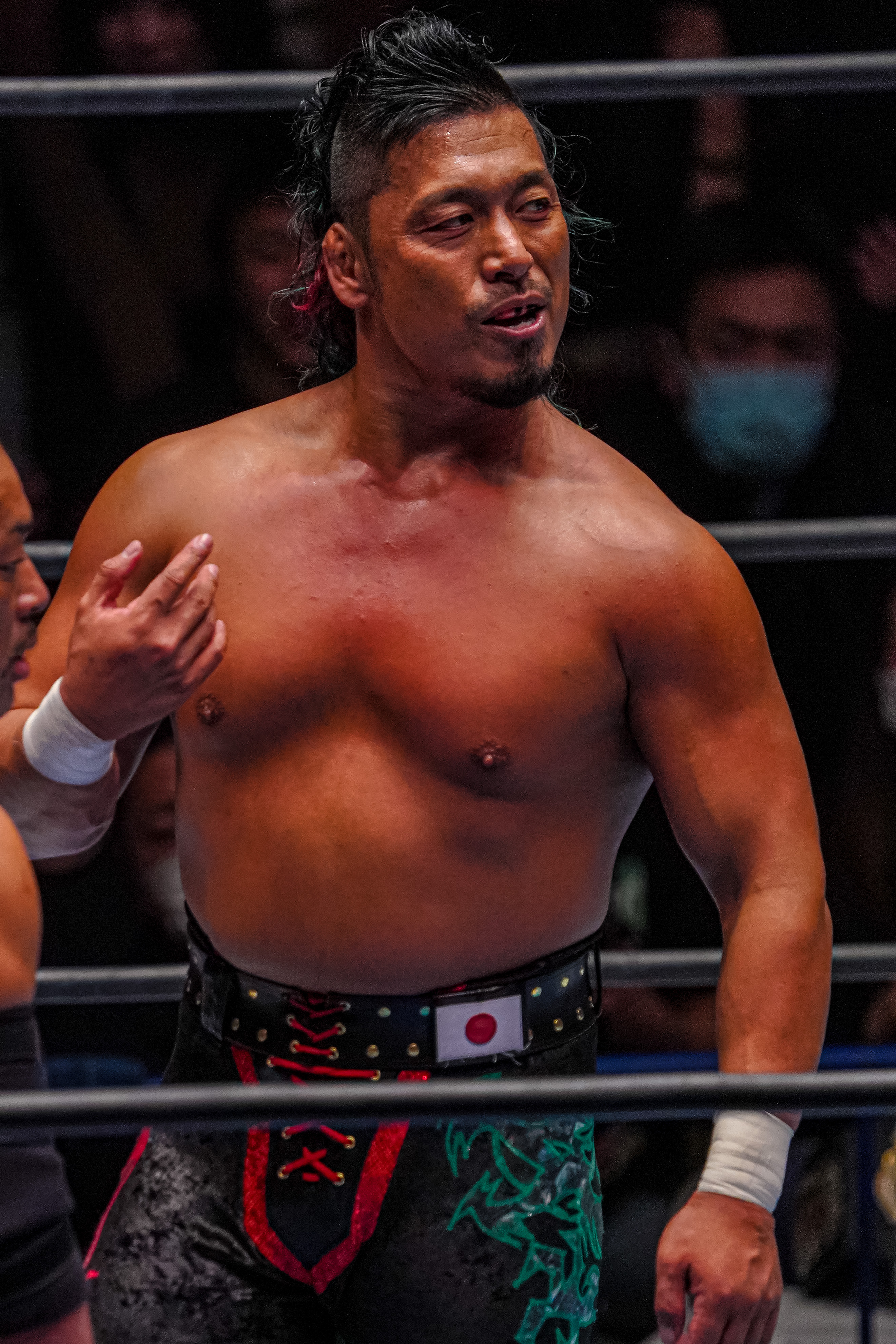
Takagi en Février 2020.

Lors de Wrestle Kingdom 14 - Tag 2, lui, Bushi et Evil remportent les NEVER Openweight 6-Man Tag Team Championship dans un Gauntlet Match. Lors de The New Beginning In Sapporo 2020 - Tag 1, il remporte le NEVER Openweight Championship en battant Hirooki Goto, devenant double champion. Le 20 février, il conserve son titre contre Tomohiro Ishii. Il participe ensuite à la New Japan Cup 2020 où il se fait éliminer dès le premier tour à la suite de sa défaite contre Sho. Lors de Dominion in Osaka-jo Hall, il prend sa revanche en conservant son NEVER Openweight Championship contre Sho. Lors de Sengoku Lord In Nagoya 2020, il conserve son titre contre El Desperado,. Lors de Summer Struggle in Jingu, il perd son titre contre Minoru Suzuki,.
Lors de Power Struggle 2020, il bat Minoru Suzuki et remporte le NEVER Openweight Championship pour la deuxième fois,. Lors de Wrestle Kingdom 15 In Tokyo Dome - Tag 2, il conserve son titre contre Jeff Cobb. Lors de The New Beginning In Nagoya, il perd le titre contre Hiroshi Tanahashi,.

#### IWGP World Heavyweight Champion (2021–2022)
En mars, il participe à la New Japan Cup 2021 où il bat au premier tour Kazuchika Okada. Lors du second tour, il bat Hirooki Goto. En quart de finale, il bat KENTA. En demi-finale, il bat Evil. Le 21 mars, il perd en finale contre Will Ospreay et ne remporte donc pas le tournoi.
Lors de Wrestling Dontaku 2021 - Tag 2, il perd contre Will Ospreay et ne remporte pas le IWGP World Heavyweight Championship.
Lors de Dominion 6.6 In Osaka-Jo Hall, il bat Kazuchika Okada et remporte le vacant IWGP World Heavyweight Championship. Lors de Wrestle Grand Slam In Tokyo Dome, il conserve son titre contre Hiroshi Tanahashi et se fait attaquer et défier après le match par Evil. Lors de Wrestle Grand Slam In MetLife Dome - Tag 2, il conserve son titre contre Evil. Il participe ensuite au G1 Climax, où il termine avec un record de six victoires, deux défaites et un match nul contre  Yujiro Takahashi lors de la dernière journée, ratant ainsi la finale du tournoi d'un seul point, marquant la première fois en douze ans qu'un match du tournoi se termine par un double décompte à l'extérieur depuis que Giant Bernard a affronté Masato Tanaka lors du G1 Climax de 2009. Lors de Power Struggle 2021, il conserve son titre contre Zack Sabre, Jr. et confronte après le match le vainqueur du G1 Climax, Kazuchika Okada. Lors de Wrestle Kingdom 16 - Tag 1, il perd son titre contre Kazuchika Okada.
Lors de Wrestle Kingdom 16 - Tag 3, lui, Tetsuya Naitō, Sanada, 
Hiromu Takahashi et Bushi battent KONGOH (Katsuhiko Nakajima, Kenoh, Manabu Soya, Tadasuke et Aleja).

#### Troisiéme régne en tant que Never Openweight Champion (2023–...)
Lors de Fighting Spirit Unleashed 2023, il bat Tama Tonga et remporte le NEVER Openweight Championship pour la troisiéme fois.

## Palmarès

### Comme catcheur
- Dragon Gate
  - 4 fois Open the Dream Gate Championship
  - 1 fois Open the Owarai Gate Championship
  - 6 fois Open the Triangle Gate Championship avec CIMA et Naruki Doi (1), BxB Hulk et Cyber Kong (2), Gamma et Yamato (1), Taku Iwasa et Dragon Kid (1), Cyber Kong et T-Hawk (1), Takashi Yoshida et El Lindaman (1)
  - 5 fois Open the Twin Gate Championship avec Yamato (3), Cyber Kong (1), Akira Tozawa (1)
  - King of Gate (2010)
  - Summer Adventure Tag League (2009) avec Yamato
  - New Year's Unit 6-Man Tag 1 Day Tournament (2017) avec T-Hawk et El Lindaman[102]

- New Japan Pro Wrestling
  - 1 fois IWGP World Heavyweight Championship
  - 3 fois NEVER Openweight Championship (actuel)
  - 1 fois IWGP Junior Heavyweight Tag Team Championship avec Bushi
  - 1 fois NEVER Openweight 6-Man Tag Team Championship avec Bushi et EVIL

- Pro Wrestling NOAH
  - 1 fois GHC Junior Heavyweight Tag Team Championship avec BxB Hulk

- Ring of Honor
  - 1 fois ROH World Tag Team Championship avec Naruki Doi

- Westside Xtreme Wrestling
  - 16 Carat Gold Tournament (2009)

### Comme pratiquant d'arts martiaux mixtes
| 2 combats      | 0 victoires | 1 défaites |
| Par KO         | 0           | 0          |
| Par soumission | 0           | 0          |
| Sur décision   | 0           | 1          |
| Égalités       | 1           | 1          |

| Résultat | Record | Adversaire         | Méthode          | Événement                      | Date              | Round | Temps | Lieu    | Notes |
| -------- | ------ | ------------------ | ---------------- | ------------------------------ | ----------------- | ----- | ----- | ------- | ----- |
| Défaite  | 0-1-1  | Takekazu Haraguchi | Décision unanime | UBJ - Sakura Fighting Festival | 25 mai 2008       | 3     | 3:00  | Sakura  |       |
| Égalité  | 0-0-1  | Akio Itami         | Égalité          | UBJ - Sunrise 4                | 16 septembre 2007 | 3     | 3:00  | Hitachi |       |

## Récompenses des magazines
- Pro Wrestling Illustrated

| Année | 2008 | 2009 | 2010       | 2011 | 2012 | 2013 | 2014 | 2015 | 2016 | 2017 | 2018 | 2019 | 2020 | 2021 | 2022 | 2023 | 2024 |
| ----- | ---- | ---- | ---------- | ---- | ---- | ---- | ---- | ---- | ---- | ---- | ---- | ---- | ---- | ---- | ---- | ---- | ---- |
| Rang  | 283  | 146  | Non classé | 86   | 122  | 136  | 195  | 255  | 43   | 126  | 213  | 67   | 53   | 9    | 11   | 92   | 85   |

- Wrestling Observer Newsletter awards
  - Rookie of the Year (2005)

| #  | Résultat | Adversaire        | Évènement                                                      | Date              | Durée | Lieu                                  | Notes |
| -- | -------- | ----------------- | -------------------------------------------------------------- | ----------------- | ----- | ------------------------------------- | --- |
| 1  | Défaite  | Will Ospreay      | NJPW Best Of The Super Junior XXVI - Tag 15                    | 5 juin 2019       | 33:36 | Ryogoku Kokugikan, Tokyo              | En finale du tournoi Best of the Supers Juniors. Ce match obtient la note de cinq étoiles trois quart.                       |
| 2  | Défaite  | Tetsuya Naitō     | NJPW G1 Climax 2019 - Tag 14                                   | 4 août 2019       | 27:15 | EDION Arena Osaka, Osaka              | . |
| 3  | Victoire | Tomohiro Ishii    | NJPW G1 Climax 2019 - Tag 16                                   | 8 août 2019       | 22:41 | Yokohama Cultural Gymnasium, Kanagawa | Le match a été noté 5.5. |
| 4  | Victoire | Will Ospreay      | NJPW G1 Climax 2020 - Tag 5                                    | 27 septembre 2020 | 22:03 | World Hall, Kobe                      | . |
| 5  | Défaite  | Kazuchika Okada   | NJPW G1 Climax 2020 - Tag 13                                   | 10 octobre 2020   | 27:45 | EDION Arena Osaka, Osaka              | Le match a été noté 5.25. |
| 6  | Victoire | Jeff Cobb         | Wrestle Kingdom 15, Night 2                                    | 5 janvier 2021    | 21:11 | Tokyo Dome, Tokyo                     | Le NEVER Openweight Championship de Takagi était en jeu.                                                                     |
| 7  | Défaite  | Hiroshi Tanahashi | The New Beginning In Nagoya                                    | 30 janvier 2021   | 35:40 | Yokohama Cultural Gymnasium, Kanagawa | Le NEVER Openweight Championship de Takagi était en jeu.                                                                     |
| 8  | Défaite  | Will Ospreay      | New Japan Cup 2021 - Tag 13                                    | 21 mars 2021      | 30:06 | Sendai, Miyagi, Xebio Arena Sendai    | En finale de la New Japan Cup. Ce match obtient la note de 5.5.                                                              |
| 9  | Défaite  | Will Ospreay      | Wrestling Dontaku 2021 - Tag 2                                 | 4 mai 2021        | 44:53 | Fukuoka, Fukuoka Convention Center    | Le IWGP World Heavyweight Championship d'Ospreay était en jeu. Ce match obtient la note de six étoiles.                      |
| 10 | Victoire | Hiroshi Tanahashi | Wrestle Grand Slam In Tokyo Dome                               | 25 juillet 2021   | 37:26 | Tokyo Dome, Tokyo                     | Le IWGP World Heavyweight Championship de Takagi était en jeu.                                                               |
| 11 | Victoire | Tomohiro Ishii    | NJPW G1 Climax 2021 - Tag 1                                    | 18 septembre 2021 | 27:56 | EDION Arena Osaka, Osaka              | Le match a été noté 5.5. |
| 12 | Défaite  | Zack Sabre, Jr.   | New Japan Cup 2022 - Tag 14                                    | 26 mars 2022      | 19:24 | Osaka-Jo Hall, Osaka                  | . |
| 13 | Victoire | Will Ospreay      | NJPW G1 Climax 32 - Tag 12                                     | 6 août 2022       | 21:55 | EDION Arena Osaka, Osaka              | Le match a été noté 5.5. |
| 14 | Victoire | Taichi            | JTO 50th Anniversary For TAKATaichi Together ~ Last TAKATaichi | 19 décembre 2022  | 29:39 | Yoyogi National Gymnasium, Tokyo      | Il s'agissait d'un Last Man Standing Lumberjack Match. Le titre de King Of Pro-Wrestling de Takagi était en jeu.             |
| 15 | Victoire | Aaron Henare      | NJPW Road To Sakura Genesis 2023 - Tag 2                       | 2 avril 2023      | 38:15 | Korakuen Hall, Tokyo                  | Il s'agissait d'un Ultimate Triad Match. Le titre de King Of Pro-Wrestling de Takagi était en jeu. Le match a été noté 5.25. |